# Zoarchias major
Zoarchias major és una espècie de peix de la família dels estiquèids i de l'ordre dels perciformes.

## Descripció
- Fa 10 cm de llargària màxima.
- 26-36 espines i 72-85 radis tous a l'aleta dorsal.
- 82-91 radis tous a l'aleta anal.
- 108-118 vèrtebres.[8][9]

## Hàbitat i distribució geogràfica
És un peix marí, demersal i de clima temperat, el qual viu al Pacífic nord-occidental: el Japó.

## Observacions
És inofensiu per als humans.